# Safae el Khannoussi
Œuvres principales
Oroppa, De Erfenis
Safae el Khannoussi (née à Tanger [Maroc] le 13 juillet 1994) est une auteure néerlandaise. Elle est la plus jeune récipiendaire du Libris Literatuur Prijs. Il est doté d’une bourse de 50 000 euros..

## Biographie
Safae el Khannoussi est née à Tanger au Maroc en 1994. Elle vint s’installer à l’âge de quatre ans à Amsterdam (Pays-Bas) où son père avait immigré et travaillait depuis sept ans déjà . En 1999 la famille s’installa dans le quartier Rivierenbuurt.
En septembre 1999, elle fit son entrée à l’école primaire Maas en Waalschool, après quoi elle fréquenta à partir de 2006 le lycée d’Amsterdam. Entrée à l’Université d’Amsterdam elle étudia la philosophie politique et obtint en 2022 un master dans cette discipline,. Pendant ses études elle travailla par ses travaux de recherche à l’abolition du système carcéral vue dans une perspective de décolonisation ,. 
Elle fit ses débuts littéraires dans De Gids en 2019 avec De dobbelaar van Caïro,. Elle devait par la suite continuer à écrire des contes dans ce journal dont elle est membre de la rédaction,.
Son premier roman, Oroppa, parut en 2024 et lui valut de fort élogieuses critiques,,.  Oroppa est le nom donné en arabe à l’Europe,. Le roman expose les difficultés d’adaptation qu’affrontent les nouveaux arrivants venus de l’extérieur de l’Europe , nous permettant ainsi de  comprendre leur propre vision du continent.  Safae el Khannoussi utilise à la fois les traditions de la littérature orale de l’Asie du Sud-ouest et de l’Afrique du Nord et les souvenirs de sa famille,. Il lui fallut sept ans pour en achever la rédaction .
Fin-décembre 2024, Safae el Khannoussi fut choisie par de Volkskrant comme « talent littéraire de 2025 »  et son roman Oroppa comme meilleur livre de 2024. Pour sa part, le Het Parool devait sélectionner Oroppa à titre de meilleur livre de fiction en 2024. En 2025 le prix littéraire flamand De Boon récompensant un premier roman de fiction ou non-fiction lui fut attribué et devait lui mériter le prix Libris de littérature néerlandaise,.  C’était la première fois que le prix littéraire Libris était attribué au premier roman d’un auteur. Safae el Khannoussi est également en nomination pour le Prix Amsterdam des Arts.
En 2025 parut De erfenis, collection de contes publiés précédemment par De Gids sous le pseudonyme de Safae el Shayeb, .